# Нтуяхага, Мишель
Мишель Нтуяхага (рунди Michel Ntuyahaga, декабрь 1912 года, Бурунди — 11 июня 2002 года, Бужумбура, Бурунди) — католический прелат, первый епископ Бужумбуры с 11 июня 1959 года по 14 ноября 1988 год.

## Биография
26 июля 1941 года Мишель Нтуяхага был рукоположён в священника.
11 июня 1959 года Римский папа Иоанн XXIII учредил апостольский викариат Усумбуры и назначил Мишеля Нтуяхагу титулярным епископом Алабанды и апостольским викарием Усумбуры. 11 октября 1959 года состоялось рукоположение Мишеля Нтуяхагу в епископа, которое совершил апостольский викарий Урунди и титулярный епископ Мадеса Антуан Гроль в сослужении с апостольским викарием Нгози и титулярным епископом Оливы Жозе Мартеном и апостольским викарием Ньюндо и титулярным епископом Гаррианы Алоизом Бигимвани.
10 июня 1959 года Римский папа Иоанн XXIII преобразовал апостольский викариат Усумбуры в епархию и Мишель Нтуяхага стал её первым епископом.
Участвовал в I, II, III и IV сессиях Второго Ватиканского собора.
14 ноября 1988 года Мишель Нтуяхага подал в отставку.
Скончался 11 июня 2002 года в городе Бужумбура.